# Fototransístor

## Fototransistor
Um fototransistor é um transistor bipolar encapado em uma capa transparente que permite que luz possa atingir a base coletora da junção. O fototransistor funciona de maneira similar a um fotodiodo, apresentando uma sensitividade muito maior à luz, pois os elétrons  gerados pelos fótons na junção da base-coletora são aplicados na base do transistor, e sua corrente é então amplificada pela operação do transistor. O fototransistor apresenta um tempo de resposta maior do que o fotodiodo. São utilizados dentro de acopladores ópticos, junto a um diodo emissor de luz infravermelha. O fototransistor opera de modo parecido com um fotodiodo, pois apresenta maior sensitividade em relação à luz, na medida em que os elétrons produzidos pelos fótons na base-coletora são justapostos na base do transistor. 
Os modelos de transistores bipolares são uma das formas mais utilizadas de componentes eletrônicos semicondutores. Geralmente constituídos por um coletor, emissor e seções de base, um transistor regular permanecerá inativo até que ele recebe um pulso elétrico apropriado na sua entrada base. Esta entrada comuta o transistor e permite um fluxo de corrente através da seção de coletor / emissor do componente. A forma como o transistor eletrônico conduz ou transmite esta corrente varia conforme o tamanho ou a amplitude da base. Um tipo de fototransistor funciona exatamente da mesma maneira, a não ser que dependa de luz incidente sobre a base para ativá-lo.

## Sobre Modelos
- Os modelos de fototransistores utilizados pela primeira vez continham materiais semicondutores simples, como germânio e silicone em sua construção. Já os componentes mais modernos usam várias combinações diferentes de materiais, incluindo de gálio e o arseneto, que emprestam níveis maiores de eficiência. A estrutura física do transistor também é otimizada para permitir a exposição à luz de forma máxima. Isso geralmente implica colocar os contatos de componentes em uma configuração off-set, de modo a evitar dificultar a entrada de luz que incide sobre a base.

## Símbolo do Fototransitor
O símbolo do fototransistor é semelhante ao do transistor comum. A única diferença é que as duas setas mostram a luz incidente na base do fototransistor.

## Princípio do Fototransistor
Considere que o transistor convencional está tendo a base do terminal aberto em circuito. A corrente de fuga da base do coletor atua como uma corrente de base ICBO.
EuC = βIB + (1 + B) ICBO
Como a corrente de base euB = 0, age como um circuito aberto. E a corrente do coletor se torna.
EuC = (1 + B) euCBO
As equações acima mostram que a corrente do coletor é diretamente proporcional à corrente de corrente de fuga de base, ou seja, o IC aumenta com os aumentos da região de base do coletor.